# Octillion
Un octillion est l'entier naturel qui vaut 10^48 (1 000 000 000 000 000 000 000 000 000 000 000 000 000 000 000 000) ou 1 000 000^8, soit mille septilliards. Mille octillions est égal à un octilliard (10^51).